# Kývavá nemoc
Kývavá nemoc je choroba, která se objevila v Súdánu a v odlehlých horských oblastech Tanzanie v 60. letech 20. století. Jde o mentálně a fyzicky invalidizující onemocnění, které postihuje pouze děti, obvykle ve věku od 5 do 15 let. V současné době se omezuje na malé oblasti v Jižním Súdánu, Tanzanii a severní Ugandě.

## Příznaky
U nemocných dětí dochází k úplnému a trvalému zastavení růstu. Správně se nevyvíjí ani mozek, což vede k intelektuálnímu postižení. Nemoc je pojmenována podle charakteristického kývání, které se často spustí, když děti začnou jíst nebo je jim zima. Záchvaty jsou krátké a skončí, když děti přestanou jíst nebo když se zahřejí. Silné záchvaty mohou způsobit kolaps dětí, což může vést k dalším zraněním. Na elektroencefalogramech byly zjištěny subklinické záchvaty. Skeny MRI prokázaly atrofii mozku a poškození hipokampu a gliových buněk.

## Příčiny
V současné době není známo, co onemocnění způsobuje. Předpokládá se, že souvisí s napadením parazitickým červem Onchocerca volvulus. Jde o hlístici, kterou přenáší moucha černá a která způsobuje říční slepotu.
V roce 2004 žila většina nemocných dětí v blízkosti řeky Yei v Jižním Súdánu, která je ohniskem říční slepoty. Bylo zjištěno, že 93,7 % dětí s kývavou nemocí bylo hostitelem zmíněného parazita – mnohem vyšší procento než u dětí, které touto nemocí netrpí.

## Léčba
Na nemoc neexistuje žádný známý lék; léčba je proto zaměřena na symptomy. Zahrnuje použití antikonvulziv, jako je valproát sodný a fenobarbital.